# Рощиб'юк Ганна Йосипівна
Ганна Йосипівна Рощиб'юк, до шлюбу Цвілик (нар. 17 листопада 1903, Старий Косів — пом. 29 січня 1981, Коломия) — українська майстриня художньої кераміки. Членкиня Спілки художників України.

## Біографія
Народилася 17 листопада 1903 року в селі Старому Косові (тепер Косівський район Івано-Франківської області, Україна). Гончарства навчалася у Йосипа Совіздранюка. У 1957 році, разом з чоловіком, Михайлом Рощиб'юком, організували керамічний цех при Косівській фабриці художніх виробів імені Т. Шевченка. У 1966 році подружжя переїхало до Коломиї.
Померла в Коломиї 29 січня 1981 року.

## Творчість
Виготовляла декоративні тарілки, вази, підсвічники, штофи, дзбанки, глечики, макітри, питтєві набори, дитячі іграшки-свистунці, які оздоблювала контурним малюнком та розписом кольоровою поливою. 
Твори майстрині зберігаються в музеях Києва, Львова та інших міст України. У Національному музеї народного мистецтва Гуцульщини та Покуття імені Й. Кобринського зберігаються 85 творів подружжя.